# Fiesta de los toros en la Comunidad de Madrid

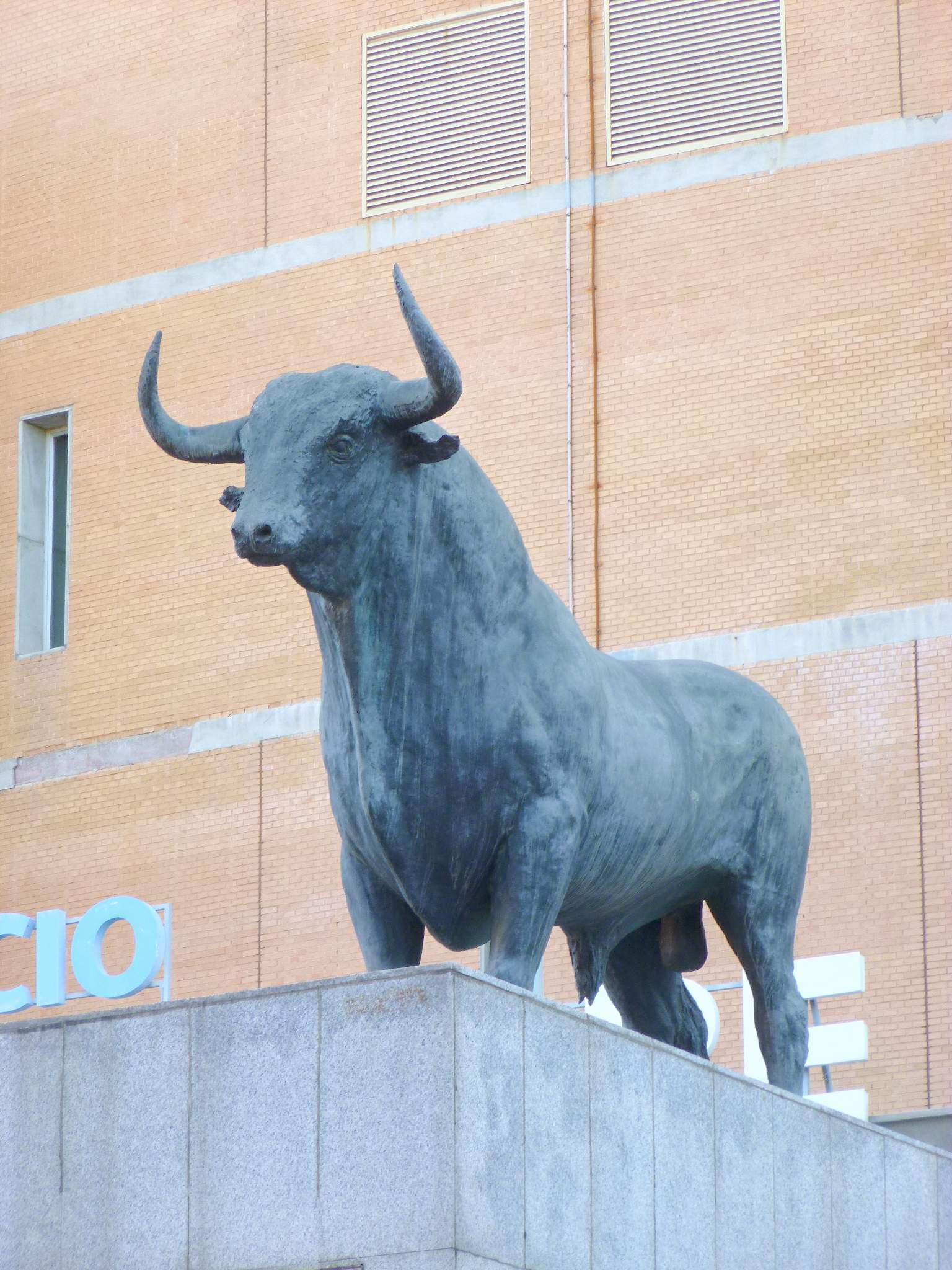
Estatua de un toro en Vistalegre

Fiesta de los toros en la Comunidad de Madrid hace referencia a la celebración de espectáculos taurinos en la Comunidad de Madrid, en España, en forma de corridas ofrecidas al público en plazas de toros. Esta tradición cuenta en la actualidad con el estatus de Bien de Interés Cultural.

## Antecedentes históricos
En Madrid, como sede de la corte, se dieron desde la monarquía de los Austrias hasta 1846 un gran número de funciones reales para celebrar los grandes fastos del reino. La plaza Mayor de Madrid ya se construyó pensando, entre otras utilizaciones, en estas grandes corridas oficiales, que a partir de las bodas reales de Isabel II ya se dieron en la gran plaza de toros de la Puerta de Alcalá.
Esta plaza de la Puerta de Alcalá fue construida a mediados del siglo XVIII, por orden de Fernando VI y donado a los hospitales de Madrid, para que los beneficios de las corridas que en él se dieren repercutieran en la asistencia a los pacientes, incluida la carne de los toros que habían sido lidiados en ella. Esta plaza circular, en cuya traza participaron los arquitectos Sacchetti y Moradillo, y reformada posteriormente por Juan de Villanueva, fue el modelo para todas las que, con permiso del rey, se construirían por todo el territorio nacional. Este coso taurino funcionó hasta 1874.
Los nuevos toreros a pie, ayudados por sus cuadrillas, se convirtieron personajes muy populares y la fama de algunos perdura hasta la actualidad: Costillares, Pedro Romero, Pepe-Hillo, autor del primer manual de tauromaquia impreso, Paquiro, Cúchares, Lagartijo, Frascuelo, Rafael el Gallo y su hermano Joselito, Belmonte, Gaona, Ignacio Sánchez Mejías, El Niño de la Palma, Chicuelo, Cagancho, Domingo Ortega, Manolete, Arruza, Luis Miguel Dominguín, Antonio Ordóñez y otros muchos hasta los actuales no solo fueron unos destacados espadas sino que se convirtieron en personajes históricos y literarios internacionales gracias a escritores como Federico García Lorca, Ernest Hemingway o Henry de Montherlant, entre otros. Todos ellos torearon y se consagraron en Madrid.
Tras la plaza de la Puerta de Alcalá, se erigió una de nueva planta en estilo neomudéjar, según proyecto de Álvarez Capra y Rodríguez Ayuso, en la carretera de Aragón, conocida como plaza de toros de la Fuente del Berro, cuyo solar es actualmente ocupado por la plaza de Felipe II. Este coso sirvió de modelo a gran número de plazas provinciales. Se consideró que su aforo era pequeño para la afición del momento y se comenzó a construir en los años veinte la plaza de Las Ventas, que entró en servicio entre 1931 y 1934, construida según proyecto de José Espelius y Manuel Muñoz Monasterio. Esta plaza fue propiedad primero de la Diputación Provincial de Madrid y, posteriormente, de la Comunidad de Madrid, que la declaró Bien de Interés Cultural en 1994.
También tienen consideración de Bienes de Interés Cultural las plazas de Aranjuez, inaugurada a fines del siglo XVIII, la Plaza Mayor de Chinchón y la plaza de toros construida en el patio de armas central del castillo de Buitrago del Lozoya. Actualmente, Madrid cuenta también con tres plazas de nueva planta con cubierta móvil: las de Leganés, Moralzarzal y Vistalegre, en Carabanchel, siendo la última heredera de otra plaza antigua, llamada popularmente “La Chata”.

## Toros en la Comunidad de Madrid
La Comunidad de Madrid era hacia 2011 la comunidad autónoma que organizaba mayor número de espectáculos de toda España, representando el 16 % de ellos. En diversos pueblos de la comunidad autónoma se siguen celebrando ritos y fiestas relacionadas con los toros. En algunas localidades como Buitrago del Lozoya o El Molar, el toro aparece representado en su escudo y en el propio Buitrago del Lozoya se celebraron fiestas en tiempos de Juan II en el patio de armas de su alcázar en cuyo interior aún se conserva la estructura de lo que fue una primitiva plaza de toros.

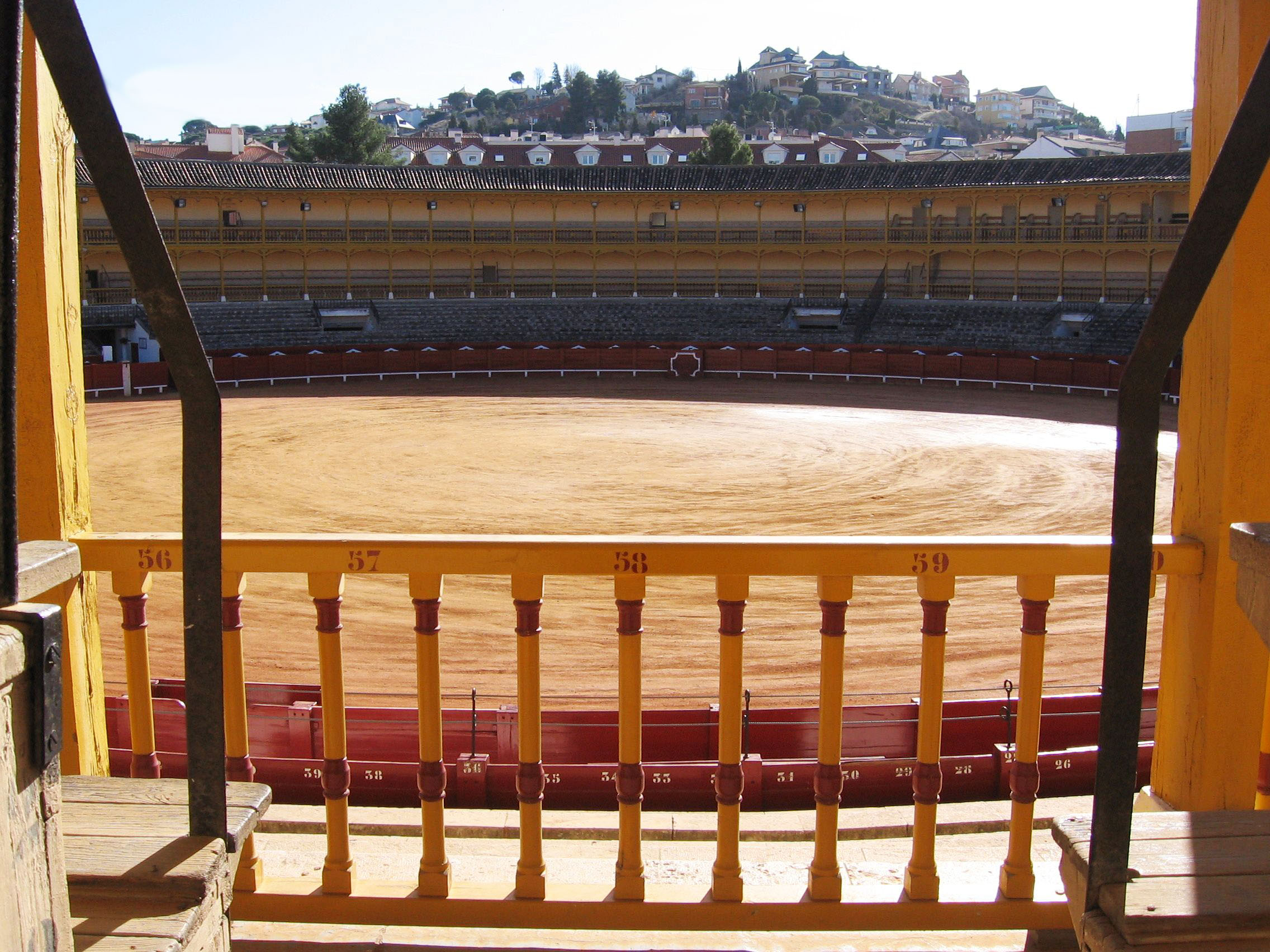
Plaza de Aranjuez
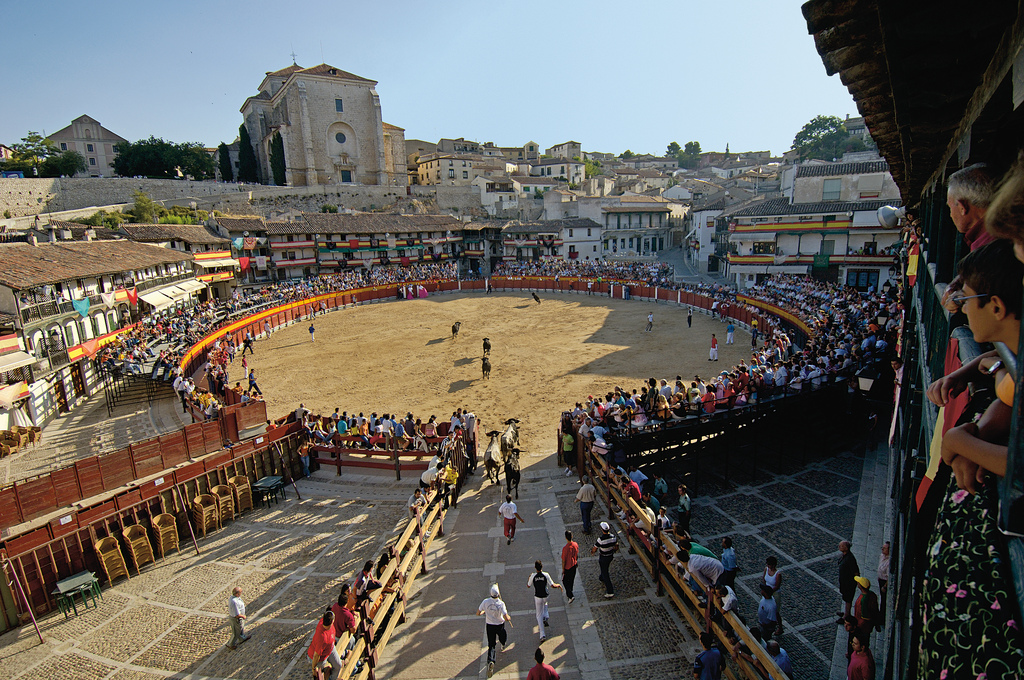
Plaza Mayor de Chinchón
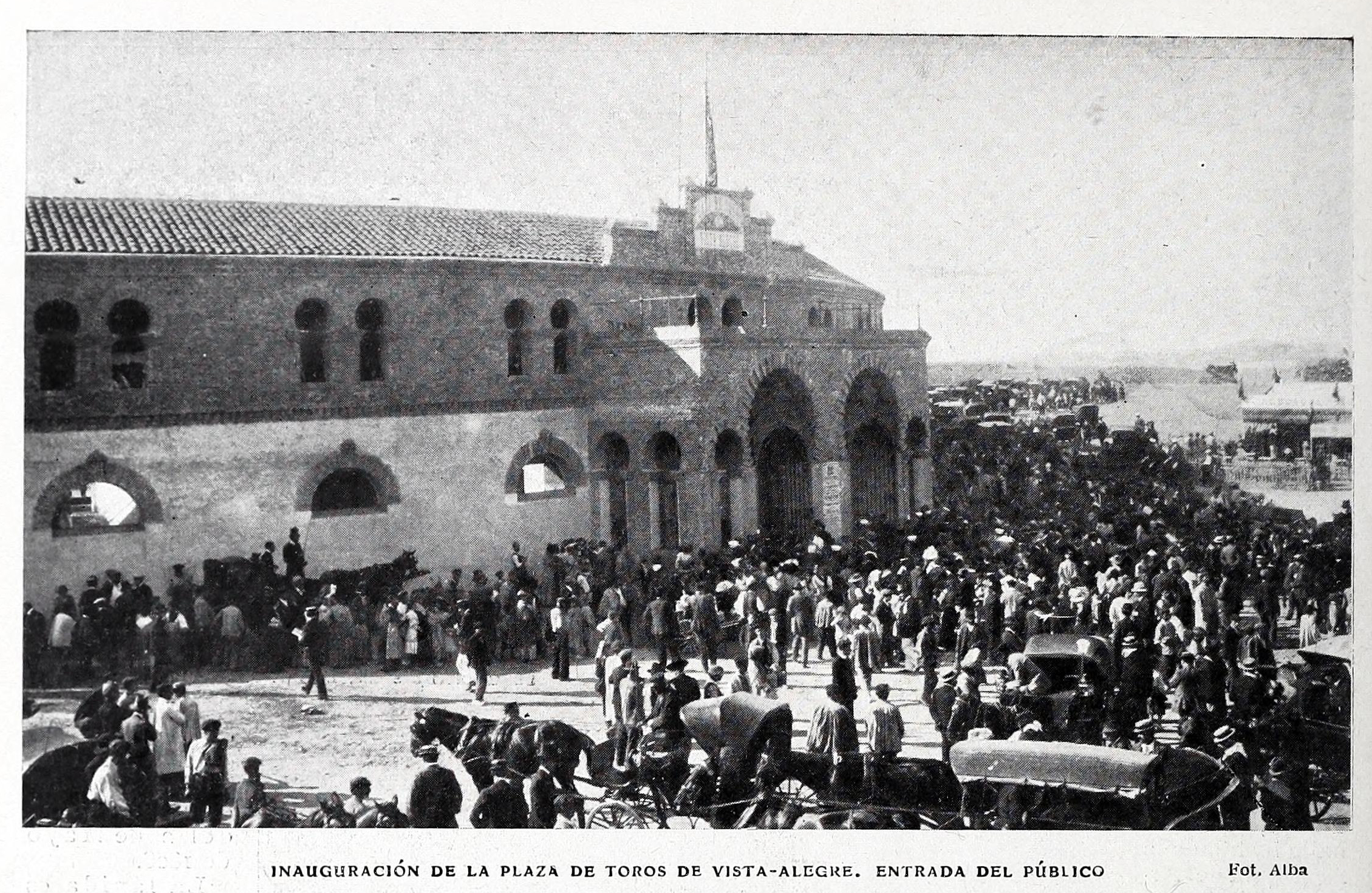
Plaza de Vista Alegre
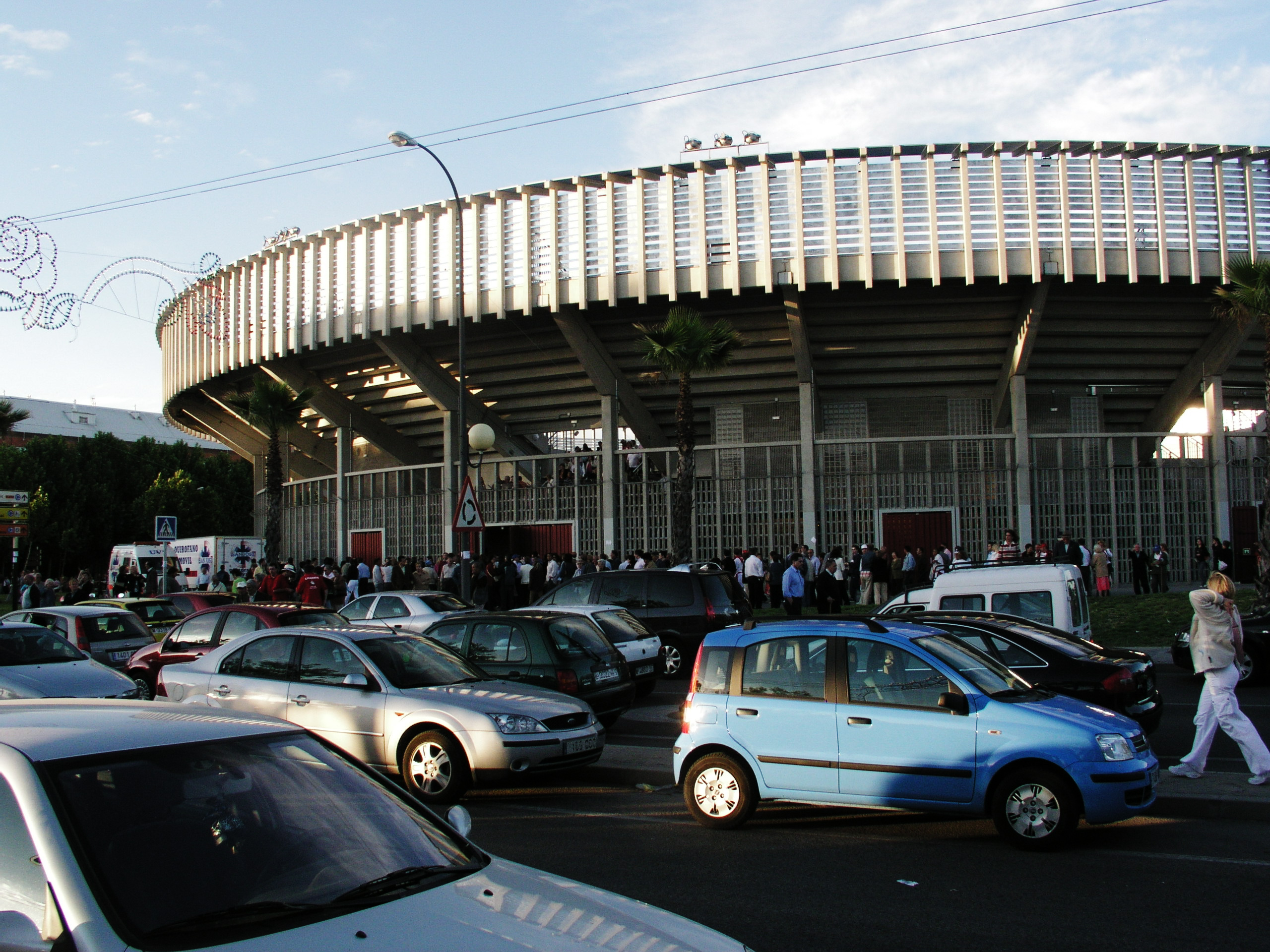
Plaza de Getafe
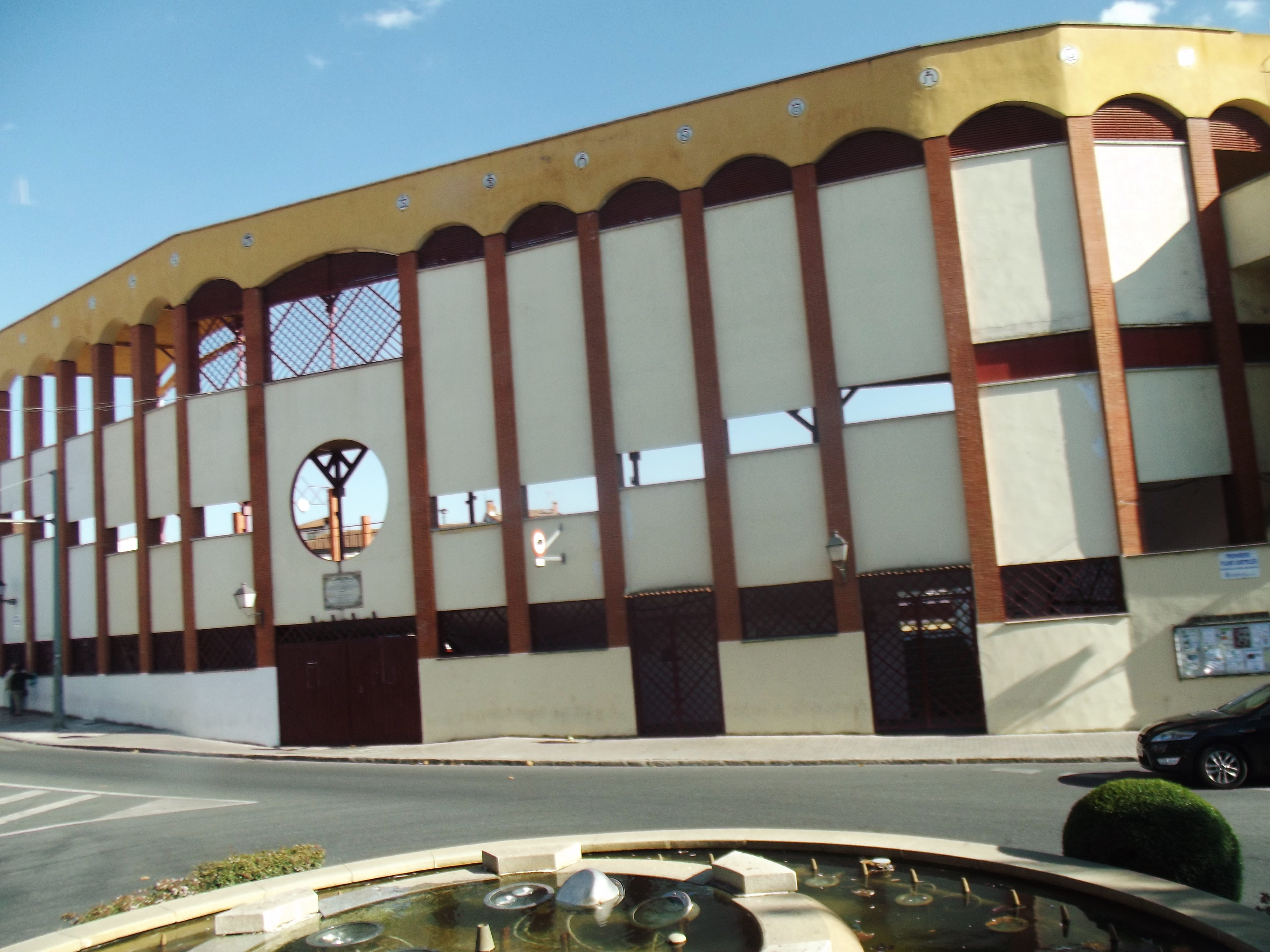
Plaza de San Martín de Valdeiglesias
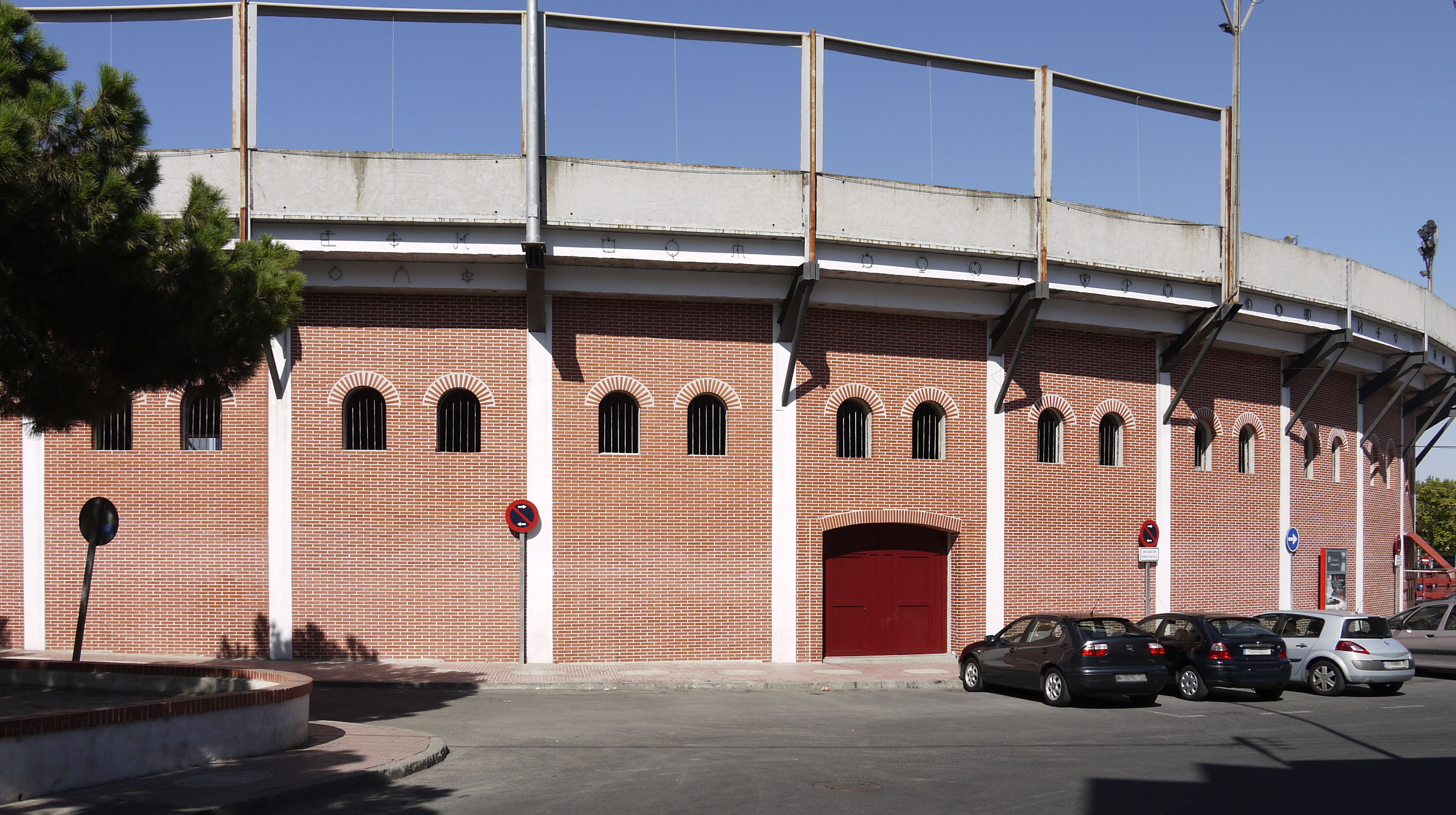
Plaza de San Sebastián de los Reyes

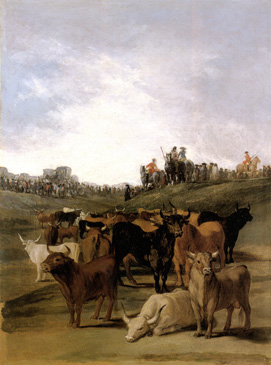
Toros en la dehesa, de Goya

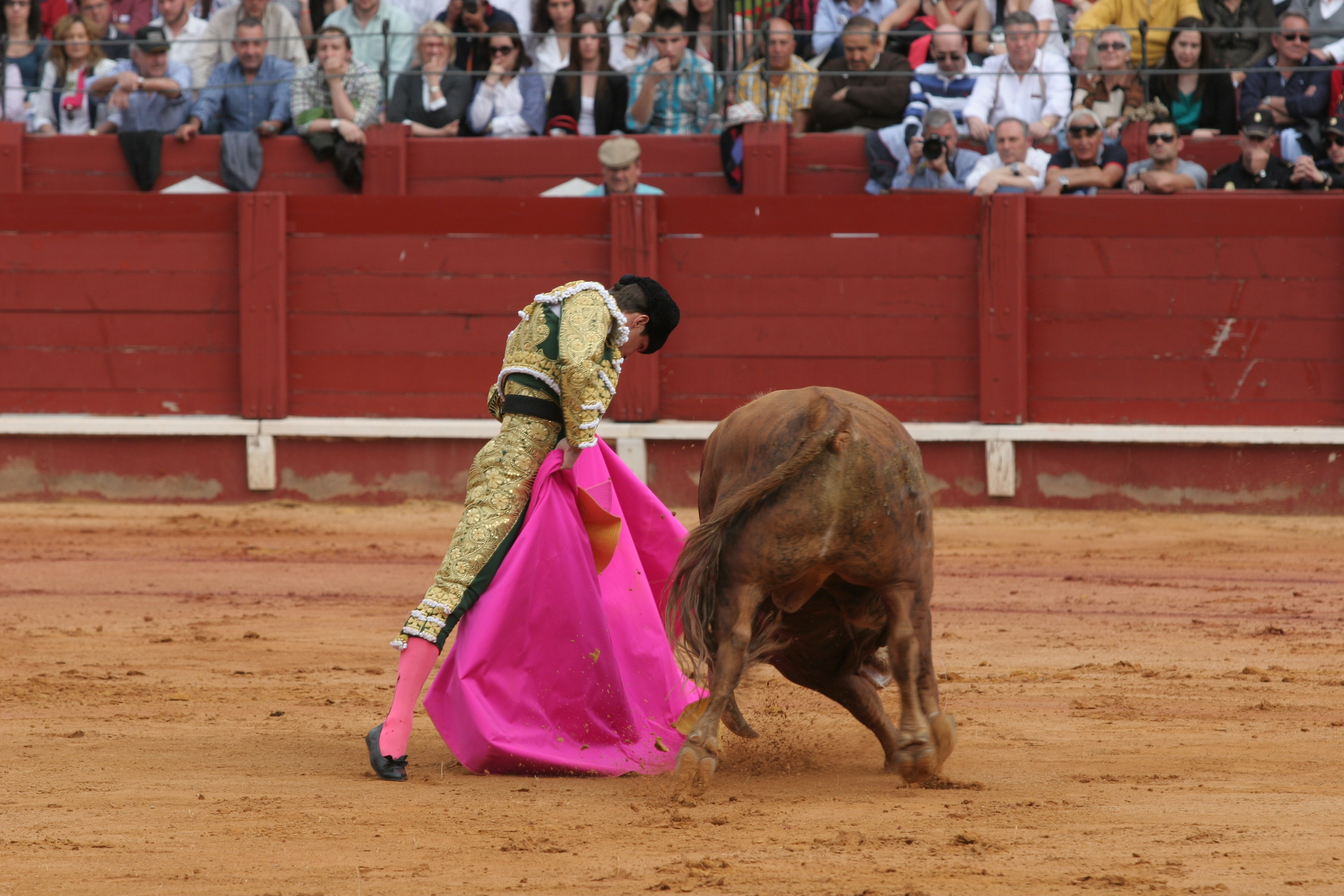
El Juli toreando en Aranjuez

La crianza del toro de lidia tiene cierta tradición en el territorio de la Comunidad de Madrid. En las dehesas madrileñas pastaban hacia 2011 noventa ganaderías de la especie bovina raza lidia, que representan el 8,5 % del total de explotaciones de lidia a nivel nacional y que cuentan con un censo de 9500 reproductoras. Estas ganaderías se distribuyen fundamentalmente por la Sierra Oeste, la Cuenca del Guadarrama y la Cuenca Alta del Manzanares. Los municipios con mayor número de explotaciones hacia 2011 eran Colmenar Viejo, El Escorial, Guadalix de la Sierra, Aranjuez y Soto del Real, ocupando una extensión superior a 14 000 hectáreas. Representan más del 6% de las explotaciones de ganado vacuno en la Comunidad de Madrid. Varios hierros de los de más antigüedad de la ganadería brava a nivel estatal se encuentran en la Comunidad de Madrid y en concreto uno de ellos, el que fuera de Manuel Aleas, es el más antiguo que consta en el Registro de la Unión de Criadores de Toros de Lidia.
Desde la Comunidad de Madrid se ha apoyado la organización de festejos populares, como corridas de toros, becerradas, novilladas, festivales, encierros así como otras actividades relacionadas de índole cultural como conferencias, seminarios, publicaciones taurinas, mediante la concesión reglada de apoyos y subvenciones a los ayuntamientos y a peñas y asociaciones taurinas existentes en la región.

## Estatus patrimonial
El 7 de abril de 2011, la fiesta de los toros en la Comunidad de Madrid fue declarada Bien de Interés Cultural, en la categoría de "Hecho Cultural", mediante un decreto publicado el día 15 de ese mismo mes en el Boletín Oficial de la Comunidad de Madrid, con la rúbrica del entonces vicepresidente y consejero de Cultura y Deporte de la Comunidad Ignacio González y de la presidenta Esperanza Aguirre.
La declaración como Bien de Interés Cultural de la Fiesta de los Toros supone que esta goza de la máxima protección jurídica a los efectos previstos en la Ley 10/1998, de 9 de julio, de Patrimonio Histórico de la Comunidad de Madrid, y conlleva que únicamente podría revocarse la declaración siguiendo los mismos trámites y requisitos que son necesarios para la misma.